# 俄羅斯與大規模殺傷性武器

俄羅斯最新北風之神核潛艦可搭載核武或化武於全球打擊

俄羅斯的大規模殺傷性武器在世界位居前列，繼承了冷戰遺產，就2015年斯德哥爾摩研究所統計已知核武數量僅次於美國居第二，且兩者只相差個位數枚，若加計未知的隱藏核武器和生化、生物武器等有可能居世界第一。

## 化武
冷戰期間俄羅斯大量生產化武並有可能出口，美國國家利益雜誌估計可能高達一百萬枚以上砲射口徑化武，小型單兵手持的裝置則不計其數無法統計，包含神經毒劑、芥子氣或光氣。但21世紀後俄羅斯與美國達成協議銷毀一定數量化武，2013年俄羅斯国家化学武器裁军委员会主席、俄罗斯总统驻伏尔加河沿岸联邦区全权代表米哈伊尔·巴比奇表示俄罗斯已经销毁了其化学武器库的77%。全球所有化学武器原计划在2012年前销毁，但由于俄罗斯和美国未能及时完成任务，销毁期限被延长至2015年12月31日。俄罗斯已经投入六处化学武器销毁设施。
2017年9月，禁止化學武器組織總幹事艾哈邁德·于聚姆居和俄罗斯总统普京宣佈俄羅斯的化學武器已被全數銷毀。

## 核武
第二次世界大戰結束後，蘇聯透過在曼哈頓計劃中所取得的情報資料趕緊展開了研發計畫，並在1949年8月29日時於塞米巴拉金斯克試驗場成功試爆了第一枚核武器RDS-1原子彈，成為世界上第二個擁有核武器技術的國家，這也讓許多西方世界的軍事情報人員感到極為震驚。其實早在1940年時，拉夫連季·帕夫洛維奇·貝利亞領導的內務人民委員會便開始派遣情報人員蒐集有關核反應爐與核科技的資訊。1943年時貝利亞在美國決定進行曼哈頓計畫後也跟進開始大規模蒐集核武器的研究報告，然而當時蘇聯並沒有投入所有科技與資源進行核武器的開發，主要仍然是以針對炸彈的情報蒐集為主要工作。而後來蘇聯之所以緊接著投入大量資源來發展核武器，除了一方面擔心美國成為大國後將會獨占大規模殺傷性武器的使用外，另一方面史達林認為加速核武器技術的發展能夠讓蘇聯在冷戰時期取得軍事力量的平衡。在貝利亞的領導、許多核武器情報人員的間諜工作以及如英國物理學家克勞斯·富克斯所提供的資訊情形下，蘇聯早期的核武器都是以美國於長崎所投下的胖子為基準進行開發，並且於1946年時仿造美國的設備興建第一個屬於自己的核反應爐。一直到1951年時，蘇聯才研發出比胖子原子彈體積更小的的原子彈。
不過在1953年蘇聯試爆第一枚自己研發的試驗用氫彈RDS-6後，成為世界上第一個真正成功把核融合技術應用於武器上的國家。而在1955年時，蘇聯則試驗了可以量產並於戰場中使用的氫彈RDS-37。此外蘇聯也曾經計畫引爆人類歷史上威力最強大的沙皇炸彈，其中在該次核測試中預計擁近5,000萬噸的爆炸威力。根據估計，在1988年時蘇聯軍方大約有45,000枚核彈頭隨時準備投入戰場。但在1991年蘇聯解體後，便只由俄羅斯繼承了過去蘇聯軍方所開發的核武器，並且陸續將蘇聯佈署於白俄羅斯、哈薩克和烏克蘭等前蘇聯加盟國的核武器重新運回本土。
今日俄羅斯的核武器主要由俄羅斯國防部轄下的第十二總局（12th Chief Directorate）負責管理，而軍方如果要啟動核武器的話必須先取得俄羅斯總統的授權，才能由戰略火箭軍負責操作核武器投入作戰。2002年5月時俄羅斯與美國達成協議，雙方應該在2012年1月31日將各自的核武器儲存量降至1,700枚到2,200枚左右。儘管俄羅斯開始大量削減佈署於各地的核武器，同時許多洲際彈道導彈、潛射彈道導彈與相關的發射設備也紛紛售出或者退役。其中在2005年到2008年期間，俄羅斯總共除役了337枚彈道洲際飛彈以及119個發射坑道；而俄羅斯還計畫於2020年時出售399枚洲際彈道導彈以及潛射彈道導彈，並且將260個發射井與相關設施加以除役，不過另一方面俄羅斯軍方亦不斷嘗試更新有關核武器運輸與投射裝備。這些措施使得俄羅斯軍方在2011年時，仍繼續部署共492輛、搭配近2,492枚彈道飛彈的車輛載具作為主要核武器平臺之一。著名的核武器庫存評估組織美國科學家聯盟認為蘇聯是全世界擁有最多核武器庫存量的國家，不過其他統計資料對於美國和蘇聯所擁有的核武器數量仍有各式各樣的說法。而根據美國國務院的報告則指出俄羅斯大約擁有3,100枚核子彈頭，而相比之下美國則有5,700多枚核彈頭可供使用。

## 外部連結
- Nuclear Threat Initiative on Russia by National Journal
- UK statement on the chemical weapons convention - Link is not available now（页面存档备份，存于）
- 1999 Nuclear stockpile estimate（页面存档备份，存于）
- Nuclear Notebook: Russian nuclear forces, 2006 （页面存档备份，存于）, Bulletin of the Atomic Scientists（页面存档备份，存于）, March/April 2006.
- Nuclear Files.org Current information on nuclear stockpiles in Russia